# أ. جي. ريد
أ. جي. ريد هو سياسي كندي، ولد في 1909، وتوفي في 9 فبراير 1993.